# طبعة فلوجل
طبعة فلوجل هي طبعة للقرآن الكريم أنتجها المستشرق الألماني غوستاف ليبرشت فلوجل (1802-1870)، ونشرها لأول مرة دار النشر تاوشنيتز [الإنجليزية] في عام 1834 في ليبتسك. في عام 1842، نشر فلوجل أيضًا فهرسًا لمرافقة طبعته. وعلى نطاق أوسع، يمكن فهم جهود فلوجل في سياق الارتفاع السريع لمجال علم اللغة في النصف الثاني من القرن الثامن عشر في ألمانيا، والذي بدأ في الدراسات الكتابية قبل أن يتوسع أيضًا في مجال الدراسات القرآنية.
على الرغم من الاعتراف الفوري بأن الطبعة غير كافية في المقام الأول بسبب تقسيم الآيات وعدم اتباع أي قراءة واحدة من القراءات السبعة بشكل ثابت، إلا أن المهمة الشاقة المتمثلة في إنتاج طبعة أخرى من القرآن الكريم من بين آلاف المخطوطات المتاحة والافتقار إلى بديل أدى إلى أن تكون الطبعة القياسية المستخدمة من قبل الباحثين الغربيين. في الوقت الحالي، سمح هذا بالاتساق في استخدام نص موثوق وفي الاستشهاد النصي وفقًا لترقيم الآيات الذي استخدمه فلوجل. وظل هذا هو الحال حتى نشر طبعة المصحف الأميري للقرآن الكريم في عام 1924، والتي حلت محل استخدام طبعة فلوجل تدريجيًا بين الباحثين وأصبحت أيضًا الطبعة الأكثر استخدامًا لدى المسلمين المعاصرين.

## التاريخ
قبل طبعة فلوجل للقرآن، تمكن الباحثون الغربيون لأول مرة من الوصول إلى نسخة مطبوعة من القرآن الكريم مع ظهور طبعة هنكلمان في عام 1694 وطبعة ماراشي في عام 1698. مع إصدار طبعة فلوجل للقرآن الكريم في عام 1834، حلت طبعته محل الطبعات السابقة، وقد كانت من دار نشر تاوشنيتز [الإنجليزية].[6] تم إصدارها في أربعة إصدارات، كان أحدها لتلبية توقعات القراء المسلمين فيما يتعلق بالنص الموازي وتصميم الكتاب. بعد نجاح النشر الأولي، تابع تاوشنيتز مع العديد من الإصدارات والنصوص المرافقة:
- في عام 1837، نشر جوستاف ريدسلوب طبعة طلابية.[7]
- تم نشر تصحيحين في عام 1841 وفي عام 1858.[6]
- في عام 1842، رافق فلوجل طبعته للقرآن الكريم بنشر معجم باللاتينية بعنوان معجم معاني القرآن (باللاتينية: Concordantiae Corani arabae)،[7] والذي يعتبر مساهمة كبيرة في الدراسات الإسلامية المبكرة.[4]

على الرغم من أنه لم يكن أول قرآن مطبوع في أوروبا، إلا أن نشر طبعة فلوجل سمح للدراسات القرآنية الغربية بالحصول على موطئ قدم لأول مرة. أدى نشر طبعة القاهرة (المصحف الأميري) في عام 1924 إلى التخلص التدريجي من استخدام طبعة فلوجل، وإن لم يكن على الفور. ونظرًا للاستخدام الطويل الأمد لهذه الطبعة، فقد استشهد الأكاديميون لسنوات بآيات حول كيفية ترقيمها في كل من طبعتي القاهرة (المصحف الأميري) وفلوجل، قبل استبدالها بشكل أكثر اكتمالاً بالمصحف الأميري.

## الاختلافات مع المصحف الأميري
تختلف طبعة فلوجل عن طبعة القاهرة المعاصرة بعدة طرق، وقد تعرض فلوجل لانتقادات فورية من باحثين آخرين بسبب عدد من القرارات التي اتخذها في إنتاج طبعته. الاختلاف الأول هو أن فلوجل أجرى بعض التعديلات على علامات الحروف المتحركة من المصحف في محاولة لجعل الطبعة أكثر اتساقًا مع قواعد الإملاء العربي، إذ إن القرآن لليوم لا زال يُكتب بالإملاء القديم.[5] الاختلاف الثاني هو أن طريقة ترقيم الآيات تختلف قليلًا نتيجة لبعض الاختلافات في القرارات حول مكان انتهاء بعض الآيات.[9] في هذا الصدد، اتبع فلوجل ترقيم الآيات المستخدم في طبعة القرآن التي نشرها أبراهام هينكلمان [الإنجليزية] في عام 1694. ثالثًا، تتبع طبعة القاهرة باستمرار قراءة حفص عن عاصم، في حين استقى فلوجل من عدد من القراءات السبع جميعًا، ولم يتبع قراءة واحدة. رابعًا، قدم رموزًا إضافية تهدف إلى مساعدة القارئ في نطق النص بشكل صحيح، مثل نقاط التوقف في الكلام. وقد نُشر تحليل أكثر اكتمالًا للاختلافات بين الإصدارين في مقال ألماني بقلم أرن أمبروس في عام 1988.

## طالع أيضًا
- تاريخ القرآن
- المصحف الأميري
- الزيف من أوروبي